# 田宮CLOD BUSTER
田宮CLOD BUSTER為田宮模型1987年推出的遙控怪獸卡車，為首次市面上新創出現的玩具種類，後續延伸車型與別家廠商仿效者眾多。

## 概要
車體規格
- 皮卡車型
- 全長 480mm
- 全幅 380mm
- 全高 340mm
- 離地高 55mm
- 輪高 270mm
- 車重/全配重量 3900g/4350g
- 售價 25800円日幣(1987幣值)

基本上是實車1/10 比例模型，採四輪驅動，三段變速，前後各一具萬寶至生產的RS-540SH 電動機。市場大受歡迎後隔年京商(Kyosho)也推出仿效的double dare產品。1990年改良後推出了卡車頭造型的田宮BULLHEAD，內部機件大體相同，該車也大受歡迎，2012年還推出復刻版。